# タブレット純
タブレット純（タブレットじゅん、1974年8月31日 - ）は、日本の歌手・お笑いタレント。神奈川県津久井郡津久井町（現：相模原市緑区）出身。
所属事務所はトルバ。ボーイズバラエティ協会会員、落語協会会員。
別名：田渕純。「タブ純」と略して呼ばれたり、表記されることもある。持ちネタのひとつ『男はつらいよ』のテーマを使用する自己紹介は「オマタ産婦人科で産湯を使い、姓はハシモト、名はヤスユキ」である。

## 経歴
3人兄弟の三男として育つ。幼少時よりラジオを通じて古い歌謡曲に目覚め、思春期は中古レコード、昭和の雑誌を蒐集しながら研究に没頭する日々を送った。学生時代は勉強も運動も出来ない内気な少年だったが、物まねをするうちに、クラスでも密かな人気を得るようになる。小学校の卒業文集には「好きなタレント・マヒナスターズ」と書く。
高校卒業後は友人の父が経営する古本屋にて時給630円で8年間アルバイトとして働く。流行っていない店だったことから、昭和歌謡の研究にも没頭できたという。やがて古本屋が閉店したため、介護職を経た後、東京都新宿区にある歌声喫茶「ともしび」でアルバイトとして働いたが、半年後にマヒナスターズ加入のため退職した。その後ソロ時代はコンビニ店員等も経験した。
2002年、古い演歌雑誌に掲載されていた和田弘とマヒナスターズメンバー主催のカラオケ教室へ一ファンとしてインタビューのつもりで話を聞きに行き、その後入門する。当時、マヒナスターズは内紛によって三原さと志らボーカル陣全員が脱退したため、3人の新人ボーカリストを迎えて再起を図ろうとしていたが、すぐに新人のひとりが逃亡。急遽、補充要員として白羽の矢が立ち、期せずして憧れのグループの一員となる。こうして27歳という最年少かつ最後の歌手「田渕純」としてデビューする。「田渕純」の名前は加入の際、和田弘が付けた芸名である。
和田が死去した2004年からはソロ活動を行い、渚ようこの紹介によるサブカルチャー系のイベント出演の他、寄席やお笑いライブにも出演した。2011年から浅草東洋館のライブにレギュラー出演し、そこで現所属事務所にスカウトされた。
本人によると「タブレット純」の名前は「田渕純」をもじったものだという。
毎日放送の『歌ネタ王決定戦2013』において準決勝へ進出し、翌年の『歌ネタ王決定戦2014』では決勝戦へ進出した。
2015年8月、高見沢俊彦（THE ALFEE）のソロライブのパンフレット内対談に登場した。2015年8月27日、Zepp Tokyoで行われた『帰ってきた! お台場フォーク村「坂崎幸之助やりたい放題ひとり舞台」』にゲスト出演し、坂崎幸之助と共演した。
ボーイズ・バラエティー協会に所属し、浅草東洋館の同協会定席を中心に寄席へ出演しているほか、2023年10月より落語協会に準会員として加入した。
2024年10月1日より、落語協会正会員となった（古今亭菊之丞 門下）。

## 人物
- 子供の頃の趣味はプロレス、野球、相撲で、プロレスは国際プロレス、マイティー井上のファン。野球は阪神タイガースファンで弘田澄男、長崎慶一、竹之内雅史といったいぶし銀を好む。小学生の頃、麒麟児の後援会に入っていたほどの相撲ファンであった。
- 自身を「両刀使い」と公言している。また、2014年12月2日放送『芸人報道1時間SP』（日本テレビ）の番組内で、父親にセクシャルマイノリティであることをカミングアウトした[6]。
- 長髪で中性的な顔立ちから若者に中年女性と間違えられ「ババア」と言われたことがあり、本人がライブでネタにしている。1人で立ち飲み屋で飲んでいると、女性と思われ声をかけられるが、男性と分かるとがっかりされることがしばしばあるとも述べている。
- 夢はNHKのうたのおにいさんになることと述べている。
- 酒好きで意識を失うまで飲む。好きな食べ物はきくらげ。
- 石破茂は純のファンでありライブに訪れたことがある。
- 愛猫家で、「姫」という名の猫を飼っている。
- 愛読書は太宰治の「晩年」。
- 2018年、エレキコミックと片桐仁のラジオ番組『エレ片のコント太郎』へのゲスト出演をきっかけに、番組企画を通じ片桐仁と親交を深め、片桐組若頭に任命される。その後は、プライベートで飲みに行き、番組企画でとしまえんデートするなど、親交を深めている。

### 昭和レトロ
- 衣装は主に古着屋で昭和レトロ風の婦人服を購入している。過去には近所のしまむらを頻繁に利用していた。
- 昭和遺構巡りを好み、かっぱ人形、射的人形、昭和かるたを収集している。他にも昭和レトロポップなグッズも好んでいる。
- 昭和中期頃の暮らしを好み、住まいもわざわざ風呂なしのアパートを探し、銭湯に通うほどである。また、近年の熱中症警戒アラートが続く夏場でも扇風機で凌いでいたが、アパートの大家から「事故（熱中症）があっては困る」と懇請され、エアコンを購入して設置した[7]。
- 昭和の趣きがある大衆食堂も好む。自身の印象に残った店のエピソードを「哀愁の昭和食堂」という歌ネタで披露している。

## 芸風
- 主に歌ネタで構成されており、ムード歌謡漫談という新ジャンルを確立し、異端な存在となっている。また、歌ネタ以外に声帯模写も行っている[5]。
- ネタの最中、自筆によるイラストや著名人の似顔絵を使って説明することが多い。ボールペンで緻密に描かれた似顔絵は、黒目が無いことが共通している。
- 平時は女性のようにか細い声だが、ネタに入ると早口かつバリトンの声に変わり、そのギャップで笑いを取る。
- 持ちネタのひとつに算数の文章題にツッコミを入れるものがある。文として読むとツッコミ所のある問題文を読み上げた後に問題集を投げ捨て、笑いが起こるとギターをかき鳴らし「そんなことより気になるの〜」と歌い出し、早口でツッコミを入れた後に「○○したほうが良いかと思います〜」と締める[5]。
- マネージャーとの飲みの席でネタが生まれることが多く、文章題ネタなどもその際に生まれたという[5]。

### 主な声帯模写レパートリー

#### ラジオパーソナリティものまね
- 大沢悠里
- 永六輔
- 小沢昭一
- 毒蝮三太夫
- 吉田照美
- 上柳昌彦
- 高田文夫
- 徳光和夫
- 森本毅郎
- 夏木ゆたか
- 生島ヒロシ
- 若山弦蔵
- 鈴木史朗
- 広川太一郎
- 中西龍
- 玉置宏
- 小島一慶
- クリス・ペプラー
- いまに哲夫
- 西村知江子
- 松本秀夫
- 高崎一郎
- 加藤諦三
- 遠藤泰子
- 笑福亭鶴光
- 秋山ちえ子
- 山口崇

#### ナレーターものまね
- 芥川隆行（木枯し紋次郎、スクール☆ウォーズ、兼高かおる世界の旅 など）
- 来宮良子（演歌の花道）
- 田中信夫（川口浩探検隊シリーズ）
- 矢島正明（クイズタイムショック）

#### 歌まね
- 美輪明宏「ヨイトマケの唄」
- 斎条史朗「夜の銀狐」
- ささきいさお「宇宙戦艦ヤマト」
- 秋川雅史　「千の風になって」

#### 共演者ものまね
- 大竹まこと
- はるな愛
- 武田砂鉄
- 高橋源一郎

#### その他
- 藤田まこと
- 伊東四朗
- 丹波哲郎
- 大橋巨泉
- 立川談志
- テリー伊藤
- 野村克也
- 森繁久弥
- 黒柳徹子
- 富永一朗
- 蛭子能収
- 安倍晋三
- 麻生太郎
- 石破茂
- 岸田文雄
- 田中角栄
- 田中眞紀子
- 白木みのる
- 鳳啓助
- 藤岡弘、
- 野坂昭如
- 大屋政子
- 琴風豪規
- 堺正章
- みのもんた
- 櫻井よしこ
- 石立鉄男
- 美空ひばり
- 関根潤三
- 日高のり子
- デヴィ夫人

## 主な出演

### テレビ番組
- 爆笑レッドカーペット ザ・トライアル（2012年10月5日、フジテレビ） - キャッチコピーは｢哀愁のムード歌謡漫談｣
- 笑う新選組（2012年8月8日、テレ朝チャンネル）
- おしあげNOW（2012年11月25日、TOKYO MX）
- 新春レッドカーペット（2013年1月1日、フジテレビ）
- 日10☆演芸パレード（2013年3月17日・4月14日・5月12日・6月2日、MBS・TBS系）
- カスペ！ 〜ものまねスター誕生！超ものまね大好きさん全国から大集合スペシャル！〜（2013年8月27日、フジテレビ）
- PON!（2013年10月25日、日本テレビ）
- しまじろうのわお！（2013年11月25日 - 、テレビせとうち） - 本人歌唱による楽曲「そんなサリゲナーシャ」放映
- モヤモヤさまぁ〜ず2（2014年1月26日、テレビ東京） - 高円寺・阿佐ヶ谷
- 歌ネタ王決定戦2014（2014年9月3日、MBSテレビ）
- 上方漫才トラディショナル（2014年12月31日、MBSテレビ）
- スッキリ!!（2015年1月12日・2月11日、日本テレビ系列）
- FNNスーパーニュース（2015年2月20日、フジテレビ系列）
- コサキン・天海の超発掘!ものまねバラエティー マネもの（フジテレビ）
- 武田鉄矢の昭和は輝いていた 永久保存版！昭和ムード歌謡スペシャル（2015年5月6日、BSジャパン）
- 侵略!ガルパンダZ 2話 - 4話（2016年4月19日 - 5月3日、TOKYO MX） - キズナのパパ 役
- 歌え!昭和のベストテン（2016年10月8日 - 、BS日テレ） - 歌ウマ軍団の1人として出演[8]
- 猫のひたいほどワイド（2017年8月22日、テレビ神奈川）  - 相模原市親善大使として出演
- クイズ!脳ベルSHOW（2021年1月 - 、BSフジ ）- 2021年より毎年、新年一回目の放送に回答者として出演
- 阿佐ヶ谷アパートメント（2022年4月4日 - 2022年6月20日、2023年4月3日 - 、NHK総合） - 進行役（VTR出演）
- オールナイトフジコ（2023年9月16日、フジテレビ）[9]
- 笑点（2024年6月30日、日本テレビ） - 演芸コーナー出演[10]

### ラジオ番組
- すっぴん!（2014年4月 - 2020年3月、NHKラジオ第1） - 「MUSIC SCRAP」毎月1週担当
- 大竹まこと ゴールデンラジオ!（2014年6月5日ゲスト出演。2014年9月30日 - 2022年5月3日は火曜日リポーターとして出演。同年 5月12日より、木曜日レギュラーとして出演、文化放送）
- タブレット純 音楽の黄金時代（2016年10月1日 - 、ラジオ日本・ぎふチャンラジオ・ラジオ関西） - 初の冠番組 [11]
- 弘兼憲史 黄昏ヒットパレード（年数回 不定期で放送、ニッポン放送）- コーナー出演
- ラジオ深夜便（火曜日23時台後半(第3週)のコーナー「夜ばなし歌謡喫茶」にレギュラー出演、NHKラジオ第1）

### 映画
- ロバマン（2019年） - タブレット純（本人） 役
- 超電合体ゴッドヒコザ（2022年）
- 電エースQ（2022年）
- 電エース カオス（2023年）

### その他コンテンツ
- 電エースQ（2022年）

## ディスコグラフィ

### 「田渕純」名義
- 夜をまきもどせ （2007年9月8日、ボルテイジ・レコード）
  1. ごあいさつ
  2. 夜をまきもどせ（岸野雄一監督映画『夜をまきもどせ』主題歌）
  3. 星空（夜の詩集1）
  4. うなじ
  5. 純愛（夜の詩集2）
  6. からっぽの世界
  7. ごあいさつ
  8. 夜をまきもどせ（デモ2006）
  9. 夜をまきもどせ（アカペラ）
  10. 夜をまきもどせ（カラオケ）
  11. うなじ（カラオケ）
- マダム・ヴィオレ〜紫の薔薇〜／粉雪のひと（2010年1月22日、プロミネンス・ハーツ）
  1. マダム・ヴィオレ〜紫の薔薇〜
  2. 粉雪のひと
  3. マダム・ヴィオレ〜紫の薔薇〜（オリジナルカラオケ）
  4. 粉雪のひと（オリジナルカラオケ）
- 二人の出会い/穂高の夏（2010年6月、制作：公募ガイド社） - 田渕純＆中村友美名義
  1. 二人の出会い（作詞・作曲：目黒忠義 / 編曲：米田直之）
  2. 穂高の夏（作詞・作曲：目黒忠義 / 編曲：米田直之）
- 銀座あそび（2012年11月20日、自主制作盤）
  1. 銀座あそび（作詞：藤公之介 / 作曲・編曲：ぺぺよしひろ）
  2. 有楽町ラプソディー（作詞：藤公之介 / 作曲：ぺぺよしひろ / 編曲：藤井理央）
  3. 銀座あそび（オリジナル・カラオケ）
  4. 有楽町ラプソディー（オリジナル・カラオケ）

### 「タブレット純」名義
- 東京・大阪しのび愛（2013年9月18日、TEICHIKU RECORDS） - 秋山涼子とのデュエット。秋山涼子＆タブレット純名義
  1. 東京・大阪しのび愛 （作詞：島田和 / 作曲：松井義久 / 編曲：伊戸のりお）
  2. 三州しぐれ（作詞：松居宏 / 作曲：松井義久 / 編曲：薗 広昭）
  3. 東京・大阪しのび愛（オリジナル・カラオケ）
  4. 東京・大阪しのび愛（メロ入りカラオケ）
  5. 三州しぐれ（オリジナル・カラオケ）
- そんなサリゲナーシャ（2013年12月4日、SMEJ） - インターネット配信
  1. そんなサリゲナーシャ（作詞・作曲：タブレット純 / 編曲：田上陽一）
  2. そんなサリゲナーシャ（カラオケ）
- そんな事より気になるの（2015年9月16日、TEICHIKU RECORDS）
  1. そんな事より気になるの（作詞：タブレット純 / 作曲：タブレット純 / 編曲：樋口太陽、山本"ぶち"真勇）
  2. 浜松町ナイトクラブ（作詞：TERUMI＆TOSHIAKI / 作曲：タブレット純 / 編曲：樋口太陽、山本"ぶち"真勇
  3. そんな事より気になるの（ネタ・バージョン）（作詞・作曲：タブレット純）
  4. そんな事より気になるの（オリジナル・カラオケ）
  5. 浜松町ナイトクラブ（オリジナル・カラオケ）
- 夜のペルシャ猫（2017年11月29日） - 179位
  1. 夜のペルシャ猫（作詩：高畠じゅん子 / 作曲：中川博之 / 編曲：前田俊明）
  2. あなたのためなのよ（作詩：高畠じゅん子 / 作曲：中川博之 / 編曲：前田俊明）
  3. 夜のペルシャ猫（オリジナル・カラオケ）
  4. 夜のペルシャ猫（1音半下げカラオケ）
  5. あなたのためなのよ（オリジナル・カラオケ）
  6. あなたのためなのよ（1音半下げカラオケ）
- 東京パラダイス（2020年2月19日） - 164位
  1. 東京パラダイス（作詞：高畠じゅん子 / 作曲：中川博之）
  2. サヨナラ大阪（作詞：中川博之 / 作曲：中川博之）
  3. 鎌倉哀愁クラブ（作詞：高畠じゅん子 / 作曲：田渕純）
  4. 東京パラダイス（オリジナル・カラオケ）
  5. サヨナラ大阪（オリジナル・カラオケ）
  6. 鎌倉哀愁クラブ（オリジナル・カラオケ）
- 百日紅（2022年5月11日）
  1. 百日紅（作詞：高畠じゅん子 / 作曲：中川博之 / 編曲：松井タツオ）
  2. 七色のブルース（作詞・作曲：中川博之 / 編曲：松井タツオ）
  3. 百日紅（オリジナル・カラオケ）
  4. 七色のブルース（オリジナル・カラオケ）
- ゆけ！超伝合体ゴッドヒコザ（2022年8月19日、有限会社リバートップ）
  1. ゆけ！超伝合体ゴッドヒコザ（作詞：河崎実 / 作曲：タブレット純 / 編曲：米内山尚人） - 映画「超伝合体ゴッドヒコザ」主題歌
  2. ゴッドヒコザ音頭（作詞：河崎実 / 作曲：タブレット純 / 編曲：米内山尚人） - 映画「超伝合体ゴッドヒコザ」挿入歌
  3. ゆけ！超伝合体ゴッドヒコザ（オリジナル・カラオケ）
  4. ゴッドヒコザ音頭（オリジナル・カラオケ）
- 銀河に抱かれて（2023年2月15日）
  1. 銀河に抱かれて（作詩：高畠じゅん子 / 作曲：タブレット純 / 編曲：飯島奏人） - NHK「ラジオ深夜便」にて2023年2月 - 3月「深夜便のうた」として取り上げられた
  2. おしぼりをまるめたら（作詩・作曲・編曲：タブレット純） - 阿佐ヶ谷姉妹提供曲のセルフカバー
  3. 銀河に抱かれて（オリジナル・カラオケ）
  4. おしぼりをまるめたら（オリジナル・カラオケ）
- 母よ（2024年6月4日）※配信限定
  1. 母よ（作詩・作曲：加藤登紀子 / 編曲：米内山尚人）
- 幸田おいでん音頭（2024年8月、作詞・作曲 遠峰あこ）- 愛知県幸田町町村合併70周年を記念して作られた音頭[12]。遠峰あことのデュエット。

## 書籍
- タブレット純 音楽の黄金時代 レコードガイド [素晴らしき昭和歌謡] （2017年11月29日、シンコーミュージック） - ISBN 978-4401644995
- タブレット純のエレジー・エナジー歌謡曲 〜暗い歌こそ、生きる力〜（2018年10月22日、ヤマハミュージックエンタテイメントホールディングス） - ISBN 978-4636948196
- タブレット純のGS聖地純礼（2019年9月10日、山中企画） - ISBN 978-4434264405
- タブレット純のムードコーラス聖地純礼（2020年10月21日、山中企画） - ISBN 978-4434280672
- タブレット純のローヤルレコード聖地純礼（2022年11月18日、山中企画） - ISBN 978-4434312182
- タブレット純の日本芸能イジン伝・その1 おひとりさま芸能人 エド山口に訊く（2023年11月21日、星雲社） - ISBN 978-4434329968
- ムクの祈り　タブレット純自伝（2024年12月10日、リトルモア） - ISBN 978-4898156001